# Osiek (powiat Oświęcimski)
Osiek is een dorp in het Poolse woiwodschap Klein-Polen, in het district Oświęcimski. De plaats maakt deel uit van de gemeente Osiek en telt 6300 inwoners.